# Ceraphron cicerinum
Ceraphron cicerinum is een vliesvleugelig insect uit de familie van de Ceraphronidae. De wetenschappelijke naam van de soort is voor het eerst geldig gepubliceerd in 1877 door Rondani.